# Ebon de Reims
Pour les articles homonymes, voir Ebbon.
 (janvier 2025).
Ebbon ou Ebon, né vers 775, mort le 20 mars 851 à Hildesheim en Saxe, est un lettré et un homme d'Église de l'époque carolingienne, particulièrement influent sous le règne de Louis le Pieux, en tant qu’archevêque de Reims de 816 à 835, puis de 840 à 841.

## Biographie
Ebon naît en Germanie dans une famille de  serfs d'un domaine royal de Charlemagne. Il est éduqué à la cour. Il devient ensuite bibliothécaire (librarius) et conseiller de Louis le Pieux, alors roi d'Aquitaine, qui fait d'Ebbon un homme libre mais non noble.
Quand Louis devient empereur, il nomme Ebon à l'archevêché de Reims, laissé vacant après le décès de Vulfaire.  
Ebon devient une figure importante de l'expansion du christianisme dans le nord de l'Europe. Sur les instances de l'empereur Louis le Pieux, en 822, il va à Rome où le pape Pascal Ier le fait légat. À partir de 823, il est autorisé à prêcher chez les Danois avec Halitgaire, évêque de Cambrai, et Willerich, évêque de Brême. Ses efforts parviennent à convertir le roi Harald Klak à Ingelheim en 826.  
Par la suite, il y fait de courts voyages qui n'ont que peu de succès. Quelques années plus tard saint Ansgar a plus de succès dans la christianisation du Danemark.  
Quand les fils de Louis Le Pieux issus de son premier mariage avec Ermengarde de Hesbaye (Lothaire, Louis, et Pépin) se rebellent en 830, Ebon reste loyal envers le roi, mais en 833 il rejoint l'insurrection (ce pour quoi il fut vertement critiqué par Thégan dans son Vita Ludovici imperatoris). En novembre de cette même année, il préside à l’abbaye Saint-Médard de Soissons le synode qui dépose Louis le Pieux, et l'oblige à confesser publiquement ses prétendus nombreux crimes. En récompense, Lothaire Ier lui donne l'abbaye Saint-Vaast près d'Arras.  
Il devient alors un fidèle de Lothaire, même après le rétablissement de Louis le Pieux en mars 834. Quand Lothaire s'enfuit en Italie, Ebon, trop malade pour le suivre (il souffre de la goutte), se réfugie dans un ermitage parisien. Il y est retrouvé par les hommes de Louis et emprisonné à l’abbaye de Fulda. Les événements de l'année précédente devaient bientôt s'inverser ; traîné au synode de Thionville le 2 février 835, Ebon doit admettre, devant quarante-trois évêques, que Louis a été injustement accusé de crimes qu’il n'a jamais commis. Il se retire officiellement de l'archevêché de Reims le 28 février suivant, à la suite de quoi le synode le dépose promptement le 4 mars. Il est à nouveau emprisonné à Fulda et plus tard confié à Fréculf, évêque de Lisieux, puis à Boson, abbé de Fleury.  
En décembre 840, après la mort de Louis le Pieux, Lothaire succède à son père et réintègre Ebon. Un an plus tard, cependant, Charles le Chauve prend le royaume de Francie occidentale et Ebon est déposé une seconde fois. Hincmar de Reims est alors nommé pour lui succéder en 845, mais refuse de reconnaître les ordinations de son prédécesseur. En 853, les ordinations antécédentes d'Ebon sont également déclarées illégales par le concile de Soissons mais Charles le Chauve, également présent, use de son pouvoir pour demander et obtenir leur rétablissement.
Ebon part alors se réfugier à la cour de Lothaire Ier qui, n'ayant plus besoin de lui, s'en sépare en l'envoyant à la cour de Louis le Germanique qui l'accueille et le fait évêque de Hildesheim où il meurt en 851.

## Œuvres

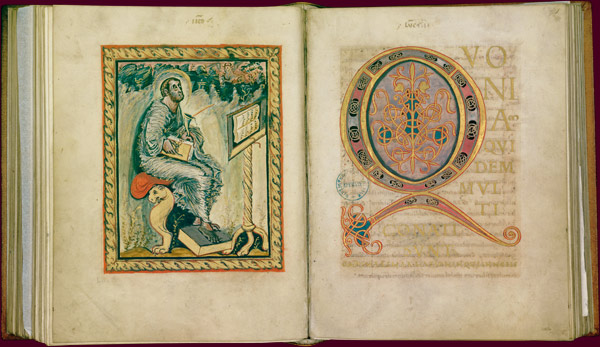
Luc, Q majuscule et...
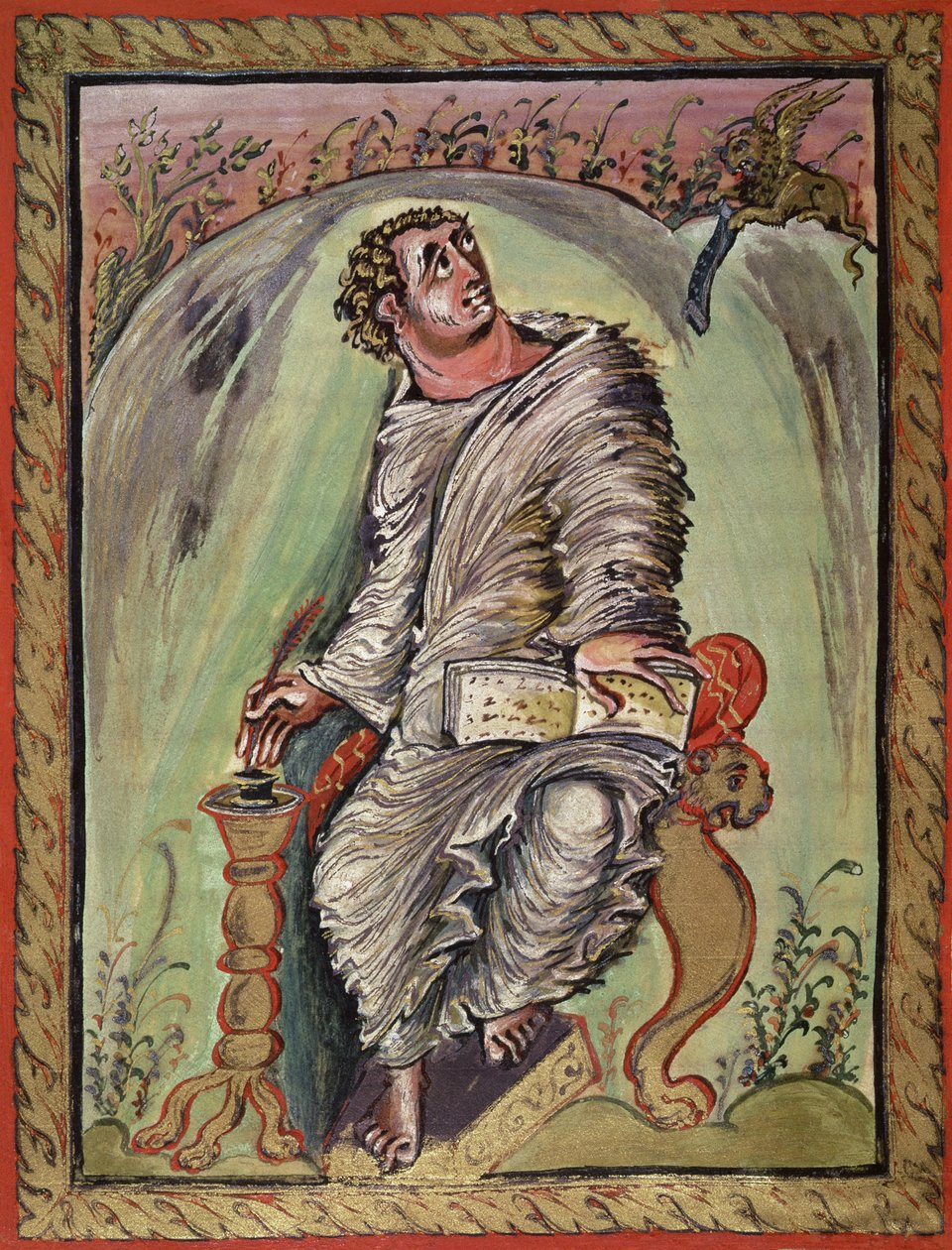
... saint Marc tirés des Évangiles d'Ebbon. Figurine colorée au trait à Hautvillers par des artistes rassemblés et dirigés par Ebbon.

Il a écrit l’Apologeticum Ebbonis en défense de sa réintégration. C’est peut-être un prêtre ordonné par Ebon qui a écrit les fausses décrétales. Il a aussi rassemblé des artistes à Hautvillers qui ont transformé l’art carolingien en quelque chose de nouveau, et a créé l’école de Reims. Les magnifiques Évangiles d'Ebbon sont leur œuvre la plus connue. Son influence sur la Renaissance carolingienne est notable dans les domaines de l’art et de l’enluminure.